# Любонь (Поморське воєводство)
Любонь (пол. Luboń, нім. Lubon) — село в Польщі, у гміні Ліпниця Битівського повіту Поморського воєводства.
Населення — 108 осіб (2011).
У 1975-1998 роках село належало до Слупського воєводства.

## Демографія
Демографічна структура станом на 31 березня 2011 року:
|          | Загалом | Допрацездатний вік | Працездатний вік | Постпрацездатний вік |
| -------- | ------- | ------------------ | ---------------- | -------------------- |
| Чоловіки | 57      | 11                 | 40               | 6                    |
| Жінки    | 51      | 11                 | 27               | 13                   |
| Разом    | 108     | 22                 | 67               | 19                   |